# Ignacy (Łukowicz)
Ignacy, imię świeckie Igor Iwanowicz Łukowicz (ur. 28 marca 1970 w Mołodecznie) – biskup Egzarchatu Białoruskiego Rosyjskiego Kościoła Prawosławnego.

## Życiorys
Ukończył w 1988 r. szkołę techniczną nr 87 w Mołodecznie, zdobywając zawód radiotechnika, w którym też pracował przez rok. Następnie do 1989 r. odbywał zasadniczą służbę wojskową, ucząc się w centrum szkoleniowym lotnictwa w Witebsku. W 1989 r. wstąpił do seminarium duchownego w Mińsku, zaś rok później został posłusznikiem w monasterze Zaśnięcia Matki Bożej w Żyrowiczach. Jego postrzyżyn mniszych małej schimy dokonał 5 kwietnia 1993 r. namiestnik klasztoru archimandryta Guriasz, nadając nowemu mnichowi imię zakonne Ignacy na cześć św. Ignacego (Brianczaninowa). 27 kwietnia 1993 r. metropolita miński i słucki Filaret wyświęcił go na hierodiakona. Rok później ukończył naukę w seminarium, natomiast w 1995 r. ukończył w trybie zaocznym Moskiewską Akademię Duchowną.
Od 1995 r. do 2003 r. był wykładowcą liturgiki oraz historii Rosyjskiego Kościoła Prawosławnego w seminarium duchownym w Mińsku, wykonując równocześnie obowiązki asystenta inspektora seminarium. 20 maja 1997 r. przyjął święcenia kapłańskie z rąk metropolity mińskiego i słuckiego Filareta. Od 2003 r. żył w Brześciu, kierując budową nowej cerkwi Tichwińskiej Ikony Matki Bożej oraz pełniąc obowiązki przewodniczącego eparchialnego wydziału ds. ruchu pielgrzymkowego. W 2007 r. otrzymał godność ihumena.
15 października 2018 r. Święty Synod Rosyjskiego Kościoła Prawosławnego nominował go na biskupa pomocniczego eparchii mińskiej z tytułem biskupa borowlańskiego. W związku z tą decyzją ihumen Ignacy otrzymał dzień później godność archimandryty. Jego chirotonia biskupia odbyła się 28 października w cerkwi Ikony Matki Bożej „Wszystkich Strapionych Radość” w Moskwie pod przewodnictwem patriarchy moskiewskiego i całej Rusi Cyryla.
30 sierpnia 2019 r. został ordynariuszem eparchii połockiej i głębockiej.